# Нижня Замбезі (національний парк)
Національний парк Нижня Замбезі розташований на північному березі річки Замбезі на південному сході Замбії. Парк займає площу у 4 092 км². До 1983 року, коли цю територію було оголошено національним парком, ця територія була приватним заповідником президента Замбії. Це означало, що парк був захищений від масового туризму і зараз залишається однією з небагатьох незайманих територій дикої природи, що залишилися в Африці. На протилежному березі річки Замбезі знаходиться Національний парк Мана Пулс у Зімбабве. Два парки розташовані на заплаві Замбезі, оточеній горами. Ця територія є об'єктом Всесвітньої спадщини ЮНЕСКО.
Парк плавно спускається від укосу Замбезі до річки, охоплюючи два основні екорегіони лісистої савани, які відрізняються домінуючими типами дерев, Міомбо та Мопане : ліси Південного Міомбо на високих схилах на півночі парку та Мопане на нижчих схилах у південній частині парку.
Сам парк оточений набагато більшою територією управління дичиною (зазвичай званою GMA); між парком і GMA немає огорожі, і тварини, і люди можуть вільно бродити по всій території. Принадою парку Нижня Замбезі та навколишнього GMA є його віддалене розташування. Тут немає асфальтованих доріг, і туристи навряд чи зустрінуть інших туристів. В паркує аеропорт, який обслуговує авіакомпанія Proflight Zambia.
Більшість великих ссавців національного парку збираються в заплаві, включаючи капського буйвола, велику популяцію слонів, левів, леопардів, багатьох видів антилоп, крокодилів і бегемотів. Іноді трапляються випадкові спостереження капської дикої собаки . Тут також велика кількість видів птахів.
У 2011 році компанією Mwembeshi Resources Limited було зроблено пропозицію щодо видобутку міді в Національному парку Нижня Замбезі, і нова шахта була названа шахтою Кангалуві , а їхня заявка була схвалена в 2014 році , видобуток мав початися в 2023 році.  Проте у травні 2023 року Агентство управління навколишнім середовищем Замбії та Міністерство зеленої економіки та навколишнього середовища наказали компанії Mwembeshi Resources призупинити видобуток на ділянці через порушення умов.  Природоохоронці заявили, що це негативно вплине на туристичну індустрію країни, а також на різні види тварин і річку Замбезі вцілому, якщо видобуток буде розпочато. 